# En decemberdröm (datorspel)
En decemberdröm är ett svenskt datorspel från 2005 som bygger på SVT:s julkalender med samma namn. Spelet utvecklades av Upside Studios och utgavs av Pan Vision.

## Upplägg och innehåll
Spelets handling följer i huvuddrag julkalendern i TV och handlar om elvaårige Bobo som hamnat i underjorden där tröstarna bor som jobbar med att trösta människorna uppe på ytan. Bobo börjar jobba som tröstare och kan klara av olika uppdrag för att trösta människorna: däribland rollfigurer från julkalendern i TV. Till sin hjälp har spelaren tomten Ernst.
Spelet består av minispel som låses upp med en kod som avslöjades efter SVT:s julkalender i TV.

## Rollista
- Robert Gustafsson
- Tobias Ahlstedt
- Elisabet Carlsson[5]

## Mottagande
Östgöta Correspondentens recensenten Yvonne Ernofsson gav spelet 8 av 10 och beskrev minispelen som riktigt varierande och hyllade grafiken och röstskådespeleriet. Hallands Nyheters recensent Cecilia Werners barnpanel, som bestod av barn mellan fem och tio år, beskrev spelet som bland annat "roligt men svårt!" och "jättekul men krångligt" medan Werner själv beskrev det som inte så roligt för föräldrar och menade på att det bland annat berodde på att spelen inte var roliga att spela om.
Göteborgs-Postens recensent gav spelet 2+ och skrev spelet som enformigt och långtråkigt, svårbegripligt med undermåliga instruktioner, onödigt dyrt men med fin grafik.
Spelet var med på topplistan över de mest sålda spelen i Sverige till PC vecka 47-50 2005. Det blev det mest sålda spelet oavsett plattform i Sverige under november 2005 och var även med på topplistan under december samma år. Spelet blev det nionde mest sålda spelet i Sverige under 2005.